# حزب العهد الأردني
حزب العهد حزب سياسي أردني أنشأ بسنة 2016، ومن قياداته خلدون أبو ناصر وغسان أبو الراغب، يمكن تصنيفه ضمن الاحزاب الوسطية القريبة من الحكومة، وكان أغلب مؤسسي الحزب الجديد مؤسسين في حزب العهد الأردني المنحل والذي تم تأسيسه عام 1992 برئاسة عبدالهادي المجالي.